# Provincia di Tomina
La provincia di Tomina è una delle 10 province del dipartimento di Chuquisaca nella Bolivia meridionale. Il capoluogo è la città di Padilla.
Al censimento del 2001 possedeva una popolazione di 37.482 abitanti.

## Geografia antropica

### Suddivisioni amministrative
La provincia è suddivisa in 5 comuni:
- El Villar
- Padilla
- Sopachuy
- Tomina
- Villa Alcalá